# 1872 en Belgique
Chronologie de la Belgique
- 1868
- 1869
- 1870
- 1871
- 1872
- 1873
- 1874
- 1875
- 1876

Cette page recense des événements qui se sont produits durant l'année 1873 en Belgique.

## Culture

### Arts
- 15 août - 3 novembre : ouverture du Salon de Bruxelles de 1872[1].

#### Peinture

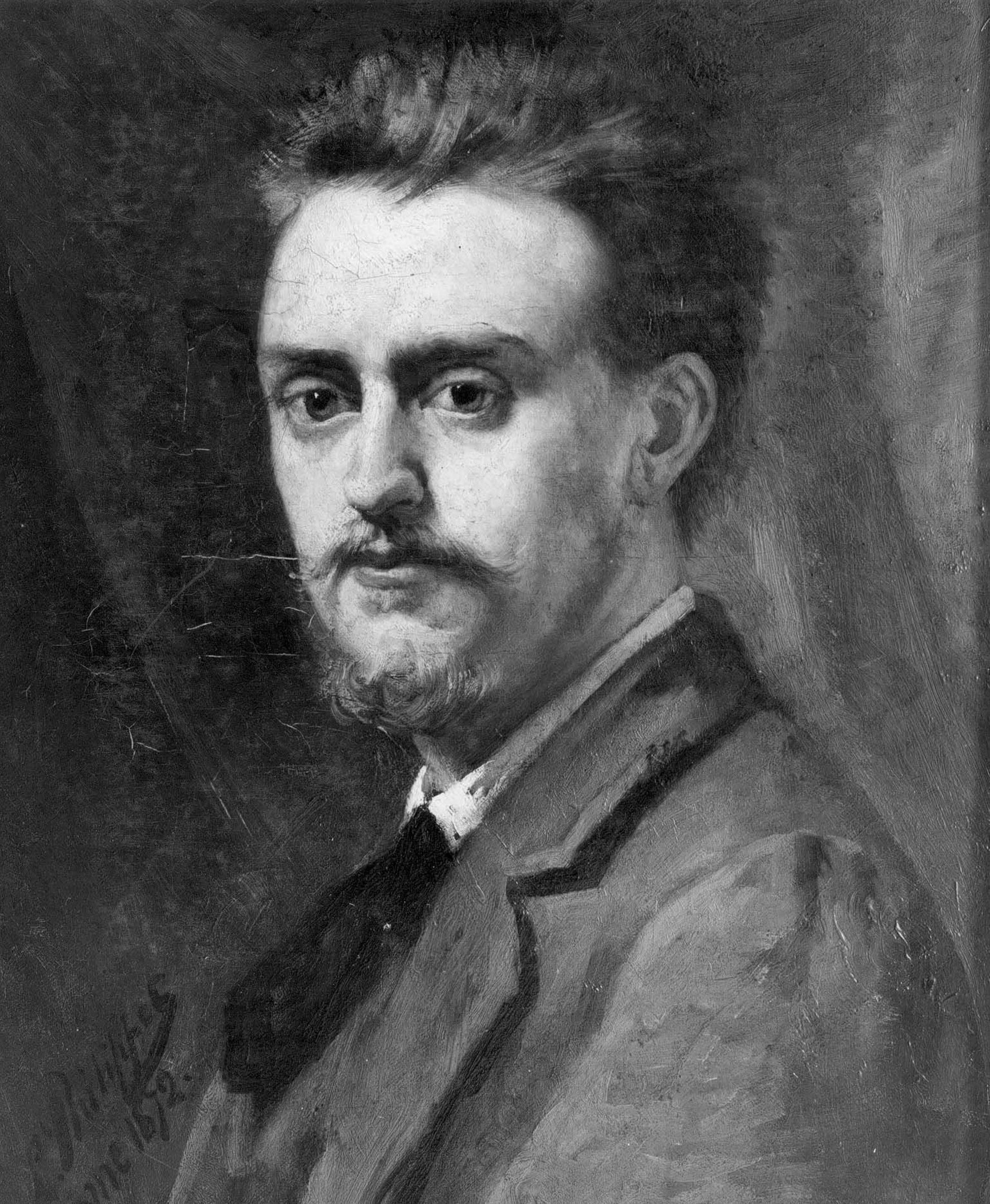
Portrait en buste de Léon Mignon (Léon Philippet).